# Nomada blepharipes
Nomada blepharipes ist eine Biene aus der Familie der Apidae. 

## Merkmale
Die Bienen haben eine Körperlänge von 7 bis 9 Millimeter (Weibchen) bzw. 6 bis 9 Millimeter (Männchen). Der Kopf und der Thorax der Weibchen sind schwarz und haben eine rote Zeichnung. Die Tergite sind rot, die Basis am ersten ist schwarz. Das Labrum ist rot und hat vor der Mitte ein kleines Zähnchen. Das dritte Fühlerglied ist länger als das vierte. Das Schildchen (Scutellum) ist rot. Die Schienen (Tibien) der Hinterbeine haben am Ende einen stumpfen Zahn und mehrere kleine Dornen. Bei den Männchen ist der Körper schwarz mit gelben Flecken, die Ränder der Tergite sind rötlich, das Labrum ist gelb. Das dritte Fühlerglied ist ebenso länger als das vierte. Das Schildchen hat einen gelben Fleck. Die Schienen der hinteren Beine sind am Ende zu einer stumpfen Spitze ausgezogen und haben einige kleine Dornen. Das Fersenglied (Metatarsus) der Hinterbeine ist verbreitert und hat an der Vorderkante eine auffällige Haarfranse.

## Vorkommen und Lebensweise
Die Art ist in Südeuropa verbreitet. Die Tiere fliegen in zwei überlappenden Generationen von Mitte Mai bis Mitte September. Die Art parasitiert vermutlich Andrena hypopolia und Andrena cordalis.

## Belege
Felix Amiet, M. Herrmann, A. Müller, R. Neumeyer: Fauna Helvetica 20: Apidae 5. Centre Suisse de Cartographie de la Faune, 2007, ISBN 978-2-88414-032-4.